# Tårnby Kirke (Stevns Kommune)
 For alternative betydninger, se Tårnby Kirke. (Se også artikler, som begynder med Tårnby Kirke)
Tårnby Kirke eller Store Tårnby Kirke i Stevns Kommune er oprindelig bygget omkring år 1200. Bevaret fra denne bygning er et langhus i romansk stil som kirkens vestparti. Fra 1375 stammer et gotisk østparti, og i ca. år 1500 føjedes tre tilbygninger til: Våbenhus, sakristi og kirketårn i munkesten. Til tårnet føjedes et trappehus i 1626.
Altertavlen fra 1587 formodes at være fremstillet til Valløby Kirke og overført til Store Tårnby Kirke efter 1688. Den fik påført stærke farver i 1913. Døbefonten er af granit og stammer fra omkring år 1200. Den består af to sten, nemlig øverst en tøndeformet, glat kumme, som hviler på en kegleformet fod. Omkring døbefonten består gulvet af nogle enestående glaserede lerfliser i grøn og brun blyglasur med indstemplede mønstre, som er fremstillet omkring 1260-1280. De blev fundet i 1949 under gulvet i sakristiet.